# Artines acroleuca
Artines acroleuca är en fjärilsart som beskrevs av Carl Plötz 1884. Artines acroleuca ingår i släktet Artines och familjen tjockhuvuden. Inga underarter finns listade i Catalogue of Life.